# Xorides giganticus
Xorides giganticus är en stekelart som beskrevs av Baltazar 1961. Xorides giganticus ingår i släktet Xorides och familjen brokparasitsteklar. Inga underarter finns listade i Catalogue of Life.